# Elvis Taione

a Compétitions nationales et continentales officielles uniquement.

b Matchs officiels uniquement.
Dernière mise à jour le 8 juin 2023.
Elvis Taione, né le 25 mai 1983 à Nuku'alofa (Tonga), est un joueur international tongien de rugby à XV, évoluant au poste de talonneur (1,80 m pour 112 kg).

## Biographie
Elvis Taione est né à Nuku'alofa aux Tonga, mais grandit en Nouvelle-Zélande, où il est scolarisé avec le lycée de Hutt Old Boys Marist à Lower Hutt,. Pendant sa scolarité, il pratique un temps le rugby, avant d'arrêter par manque d'intérêt. Il émigre ensuite en Australie alors qu'il est âge d'une vingtaine d'années.

## Carrière

### En club
Elvis Taione reprend la pratique du rugby avec le club amateur de Manly évoluant en Shute Shield. Il parvient alors rapidement à s'imposer comme le titulaire au poste de talonneur, et comme un des meilleurs joueurs du championnat à son poste,. Parallèlement, il occupe l'emploi d'agent de sécurité dans un supermarché.
En 2011, il est recruté en cours de saison par la franchise professionnelle des Waratahs, afin de compenser la blessure de Tatafu Polota-Nau. Il joue son premier match de Super Rugby le 24 juin 2011, lors du match de barrage contre les Blues,.
La saison suivante, il fait partie du groupe élargi de la Western Force. Il joue six rencontres lors de cette saison, toutes comme remplaçant,.
En mars 2013, il rejoint le club anglais de Jersey, évoluant en Championship (deuxième division), pour un contrat de quinze mois,.
Après de bonnes performances avec Jersey, il est recruté en 2014 par les Exeter Chiefs évoluant en Premiership. Avec le club du Devon, il est un élément important dans la rotation, en tant que doublure de Luke Cowan-Dickie et Jack Yeandle (en),. Il participe à l'obtention des titres nationaux en 2016-2017 et 2019-2020, ainsi que de la Coupe d'Europe en 2019-2020.
En 2021, après sept saisons à Exeter et alors qu'il est âgé de 38 ans, il signe un contrat d'une saison avec la province galloise des Ospreys évoluant en United Rugby Championship.
À la fin de sa première saison au pays de Galles, il signe une prolongation d'un an avec les Ospreys en avril 2022.
Après sa seconde saison avec cette équipe, il annonce prendre sa retraite à l'âge de 40 ans,.

### En équipe nationale
Elvis Taione a connu sa première sélection avec les Tonga le 10 novembre 2012 contre l'équipe d'Italie à Brescia.
Il fait partie du groupe tongien sélectionné pour participer à la Coupe du monde 2015 en Angleterre. Il dispute trois matchs lors de la compétition, contre la Géorgie, l'Argentine et la Nouvelle-Zélande.
En 2019, il participe à la préparation pour la Coupe du monde à venir, mais le jeune et inexpérimenté Siua Maile lui est finalement préféré dans le groupe définitif.

## Palmarès

### En club
- Vainqueur de la Premiership en 2017 et 2020 avec les Exeter Chiefs.
  - Finaliste en 2016 et 2021 avec les Exeter Chiefs.

### En équipe nationale
- 29 sélections entre 2012 et 2019.
- Sélections par années : 3 en 2012, 7 en 2013, 3 en 2014, 8 en 2015, 6 en 2016 et 2 en 2019.
- Participation à la Coupe du monde 2015 (3 matchs).